# Borzęcino (Dębnica Kaszubska)
Borzęcino (deutsch Bornzin) ist eine Ortschaft in der polnischen Woiwodschaft Pommern. Das Dorf gehört zur Landgemeinde Dębnica Kaszubska (Rathsdamnitz) im Powiat Słupski (Stolper Kreis).

## Geographische Lage
Das Dorf liegt in Hinterpommern, etwa 17 Kilometer südöstlich der Stadt Słupsk (Stolp).

## Geschichte

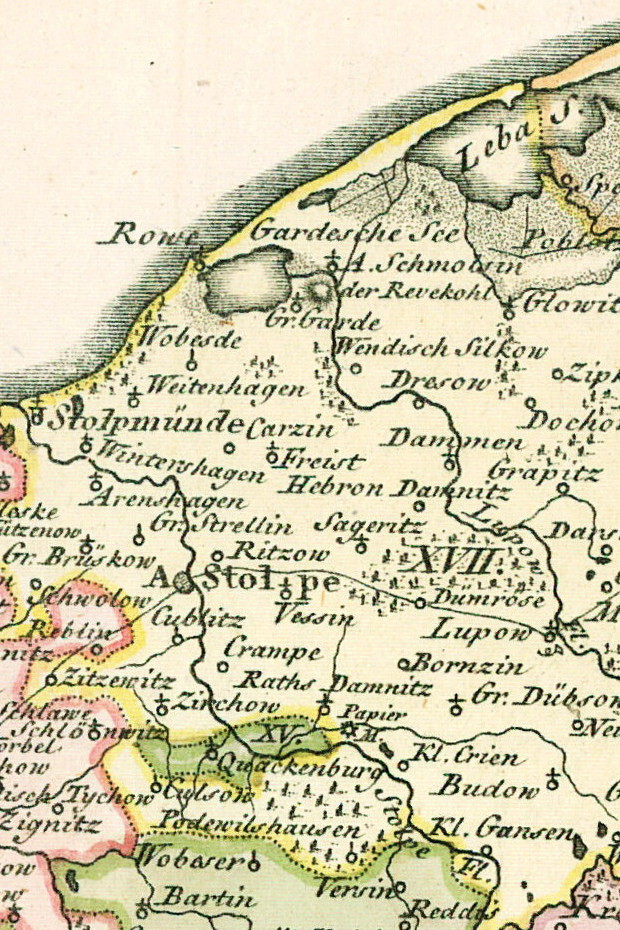
Bornzin südöstlich der Stadt Stolp (früher Stolpe geschrieben) und östlich des Flusses Stolpe auf einer Landkarte von 1794

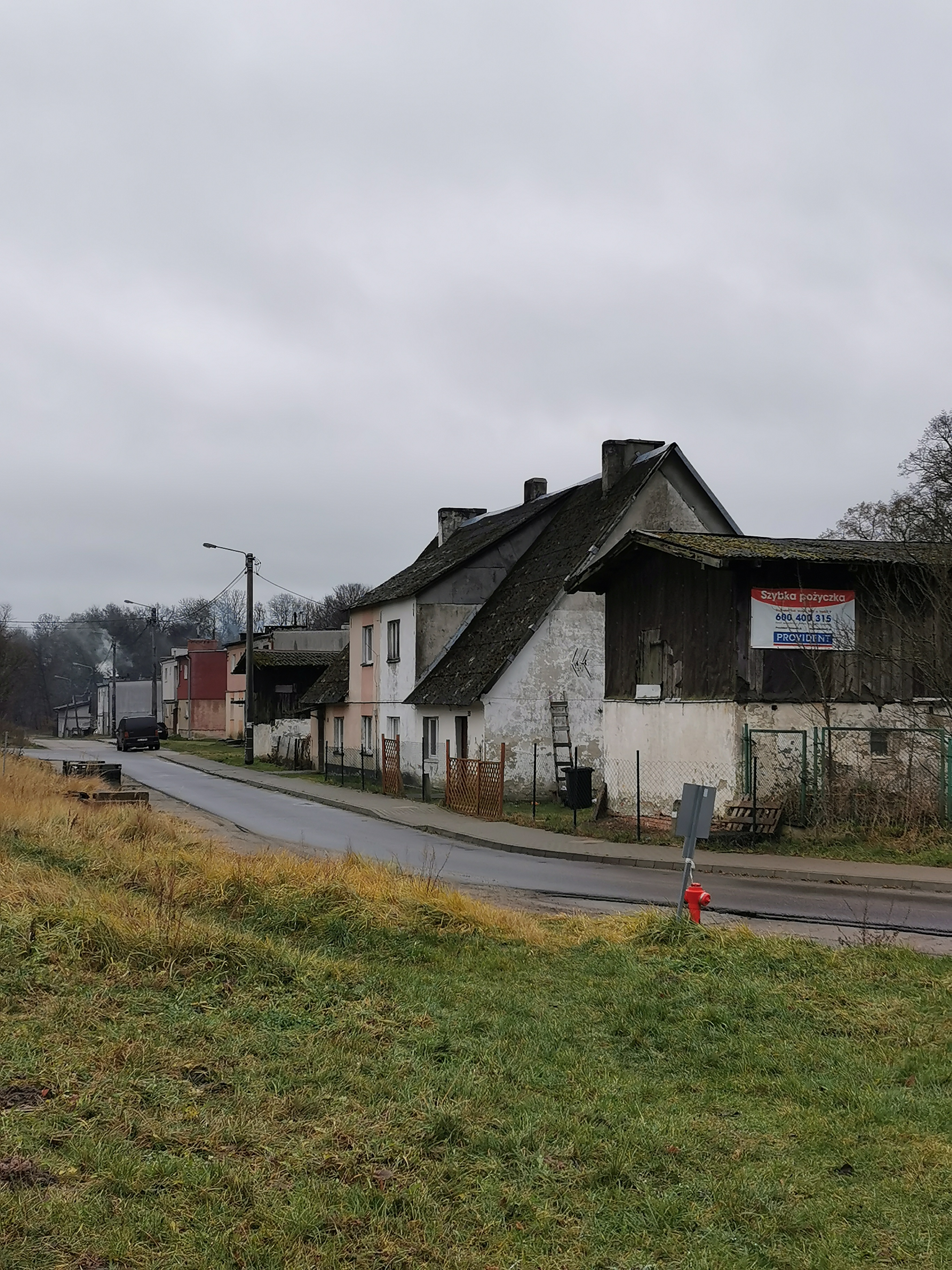
Dorfstraße (2019)

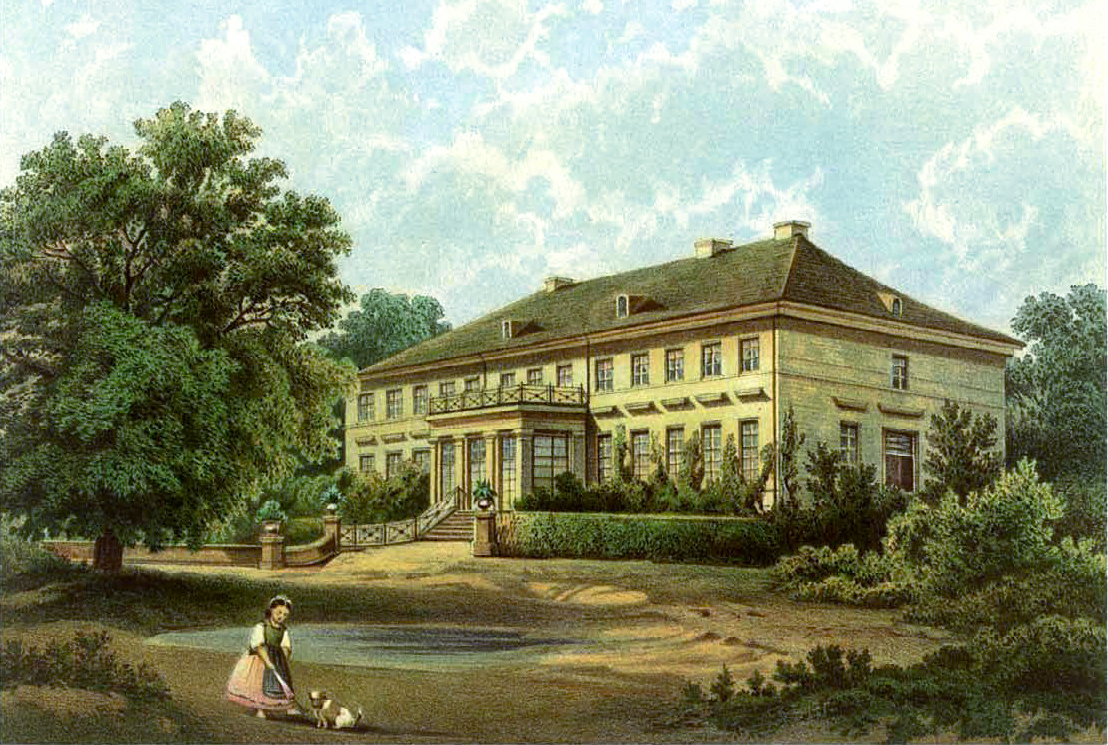
Rittergut Bornzin 1860, Sammlung Alexander Duncker

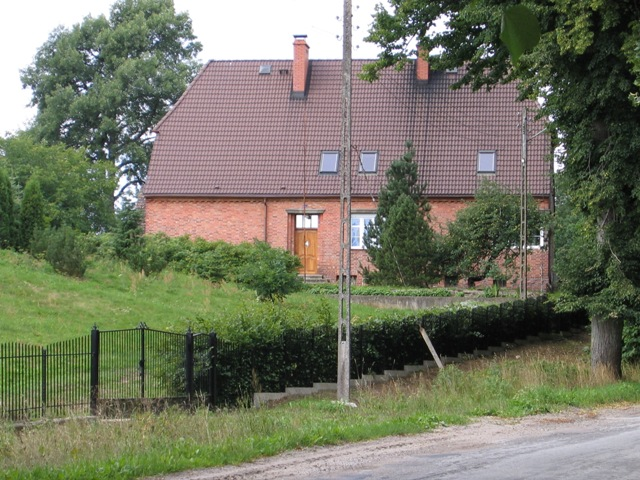
Schule

Das ehemalige Rittergut Borrentzin war um 1527 ein Lehen der Familie Puttkamer. 1739 gelangte das hinterpommersche Gutsdorf durch Heirat in den Lehensbesitz der Familie Baer. Um 1784 hatte das Gutdorf zusammen mit einem Vorwerk und der Kolonie Neu Borntin zwanzig Feuerstellen (Haushalte). Der Hauptmann der Leibgendarmerie Otto Heinrich Ursin von Baer (1778–1834) ließ 1832 das Gutshaus bauen und verkaufte jedoch noch selben Jahres das Gut. Nachdem es zeitweise in Besitz der Familien von Schramm und von Lewinski war, erwarb 1841 der Kreisdeputierte Wilhelm von Zitzewitz Bornzin. Seine Familie war bis 1945 im Besitz des Gutes.
Am 1. April 1927 hatte das Gut Bornzin eine Flächengröße von 937 Hektar, und am 16. Juni 1925 hatte der Gutsbezirk 344 Einwohner.
Am 30. September 1928 erfolgte die Eingliederung des Gutsbezirks Bornzin und des Gutsbezirks Klein Dübsow aus dem Amtsbezirk Groß Dübzow in die Landgemeinde Bornzin.
Anfang der 1930er Jahre hatte die Gemarkung der Landgemeinde Bornzin eine Fläche von 16,4 km². Innerhalb der Gemeindegrenzen standen insgesamt 59 bewohnte Wohnhäuser an drei verschiedenen Wohnstätten:
1. Bornzin
2. Klein Dübsow
3. Neu Bornzin

Die Gemeindefläche war 1638 Hektar groß. 1939 wurden 120 Haushaltungen und 509 Einwohner gezählt.
Vor 1945 gehörte Bornzin zum Landkreis Stolp im Regierungsbezirk Köslin der preußischen Provinz Pommern des Deutschen Reichs. Bornzin war Sitz des Amtsbezirks Bornzin.
Gegen Ende des Zweiten Weltkriegs wurde Bornzin am 8. März 1945 von der Roten Armee besetzt. Nach Beendigung der Kampfhandlungen wurde die Region seitens der sowjetischen Besatzungsmacht größtenteils zusammen mit ganz Hinterpommern der Volksrepublik Polen zur Verwaltung überlassen. Am 6. Juni 1945 übernahmen Polen das Dorf. Es wurde unter der polonisierten Ortsbezeichnung ‚Borzęcino‘ verwaltet. Den Gutsbetrieb behielt die Sowjetarmee zur Versorgung des Militärs in Besitz. Hierzu behielt die Sowjetmacht vorläufig den überwiegenden Teil der deutschen Dorfbevölkerung am Ort, um damit das Gut weiter zu bewirtschaften. Lediglich Alte, Arbeitsunfähige und alleinstehende Frauen mit mehreren kleinen Kindern wurden bis 1947 von der polnischen Administration in den Westen vertrieben. Erst 1950 wurde das Dorf vollständig der polnischen Administration überlassen. Für die Kinder der Familien, die im Dorf verblieben waren, wurde 1950 eine deutschsprachige Schule, die Grundschule für allgemeine Bildung mit deutscher Muttersprache, eröffnet, in der Unterricht für die Klassen 6 bis 7 erteilt wurde. Die Klassen 1 bis 5 wurden in der bald darauf eröffneten zweiten deutschen Schule im Nachbarort Starnitz unterrichtet. Von 1945 bis 1950 hatte für die deutschen Kinder und Jugendlichen kein Unterricht stattgefunden. 1957 lebten im Dorf noch 131 Personen deutscher Volkszugehörigkeit. Der größte Teil der einheimischen Dorfbewohner verließ im Rahmen der durch die Bundesregierung unter Konrad Adenauer mit Polen vereinbarten Familienzusammenführung von 1956 bis 1958 das Dorf und siedelte in die Bundesrepublik Deutschland und in die DDR über. Die deutsche Grundschule schloss 1958. Später wurden in der Bundesrepublik Deutschland 273 und in der DDR 86 Dorfbewohner aus Bornzin ermittelt.
Von 1975 bis 1998 gehörte Borzęcino zur Woiwodschaft Słupsk (Stolp).

## Persönlichkeiten: Söhne und Töchter des Ortes
- Albrecht von Zitzewitz (1848–1917), deutscher Gutsbesitzer und Mitglied des Preußischen Herrenhauses
- Ullrich Bewersdorff (1920–2008), deutscher Maler, Grafiker und Universitätszeichenlehrer